# جزيرة سالاوت الكبرى
جزيرة سالاوت الكبرى وهي جزيرة من جزر إندونيسيا، وتقع في إقليم آتشيه.